# Championnats du monde des maîtres
Les Championnats du monde des maîtres (officiellement « FINA World Masters Championships ») sont une compétition internationale de natation destinée à la catégorie des maîtres (nageurs de plus de 25 ans en général), organisée par la fédération internationale de natation depuis 1986 (deux éditions non homologuées eurent lieu avant cette date). Ils se déroulent tous les deux ans. À partir de 2016, les épreuves internationales des maîtres (championnats d'Europe et championnats du monde) ont été couplées par la FINA avec les épreuves du championnats du monde de natation.
Les disciplines comprennent la natation sportive, le plongeon, la natation synchronisée, le water polo et la nage en eau libre.

## Éditions
| Année | Édition | Ville             | Pays             | Dates                        |
| ----- | ------- | ----------------- | ---------------- | ---------------------------- |
| 1978  | /       | Toronto           | Canada           |                              |
| 1984  | /       | Christchurch      | Nouvelle-Zélande |                              |
| 1986  | 1re     | Tokyo             | Japon            | 12 juillet - 16 juillet 1986 |
| 1988  | 2e      | Brisbane          | Australie        | 10 octobre - 15 octobre 1988 |
| 1990  | 3e      | Rio de Janeiro    | Brésil           | 6 août - 13 août 1990        |
| 1992  | 4e      | Indianapolis      | États-Unis       | 25 juin - 5 juillet 1992     |
| 1994  | 5e      | Montréal          | Canada           | 4 juillet - 10 juillet 1994  |
| 1996  | 6e      | Sheffield         | Royaume-Uni      | 23 juin - 3 juillet 1996     |
| 1998  | 7e      | Casablanca        | Maroc            | 19 juin - 30 juin 1998       |
| 2000  | 8e      | Munich            | Allemagne        | 29 juillet - 4 août 2000     |
| 2002  | 9e      | Christchurch      | Nouvelle-Zélande | 21 mars - 3 avril 2002       |
| 2004  | 10e     | Riccione          | Italie           | 1er juin - 13 juin 2004      |
| 2006  | 11e     | Stanford          | États-Unis (2)   | 4 août - 17 août 2006        |
| 2008  | 12e     | Perth             | Australie (2)    | 18 avril - 24 avril 2008     |
| 2010  | 13e     | Göteborg et Borås | Suède            | 27 juillet - 7 août 2010     |
| 2012  | 14e     | Riccione (2)      | Italie (2)       | 2 juin - 16 juin 2012        |
| 2014  | 15e     | Montréal (2)      | Canada (2)       | 2 août - 9 août 2014         |
| 2015  | 16e     | Kazan             | Russie           | 10 août - 16 août 2015       |
| 2017  | 17e     | Budapest          | Hongrie          | 14 août - 20 août 2017       |
| 2019  | 18e     | Gwangju           | Corée du Sud     | 5 août - 18 août 2019        |
| 2023  | 19e     | Kyūshū            | Japon (2)        | 2 août - 11 août 2023        |
| 2024  | 20e     | Doha              | Qatar            | 23 février - 3 mars 2024     |